# مات ويلزي
مات ويلزي (بالإنجليزية: Matt Welsh) هو سباح أسترالي، ولد في 18 نوفمبر 1976 في ملبورن في أستراليا.

## روابط خارجية
- مات ويلزي على موقع IMDb (الإنجليزية)
- مات ويلزي على موقع الاتحاد الدولي للسباحة (الإنجليزية)
- مات ويلزي على موقع أوليمبيديا (الإنجليزية)
- مات ويلزي على موقع اللجنة الأولمبية الأسترالية (الإنجليزية)
- مات ويلزي على موقع اتحاد ألعاب الكومنولث (مؤرشف) (الإنجليزية)
- مات ويلزي على موقع دورة ألعاب الكومنولث 2006 (مؤرشف) (الإنجليزية)